# Autostrada A29
Die Autostrada A29 (italienisch für ‚Autobahn A29‘), auch Autostrada del Sale genannt, ist eine italienische Autobahn auf Sizilien, die von Palermo nach Mazara del Vallo im Südwesten der Insel führt. Sie ist 114 km lang und vollständig mautfrei.

## Streckenverlauf
Die Autobahn hat in Palermo Anschluss zur A19 (Palermo – Catania), während sie am Endpunkt in Mazara del Vallo in die Staatsstraße SS 115 mündet. Zudem besitzt die A29 eine Verzweigung (ital.: Diramazione) westlich der Stadt Alcamo. Dieser Abzweig, genannt A29dir, führt nach Trapani, die von dieser abzweigende A29dirA zum Flughafen Trapani-Birgi.

## Trivia

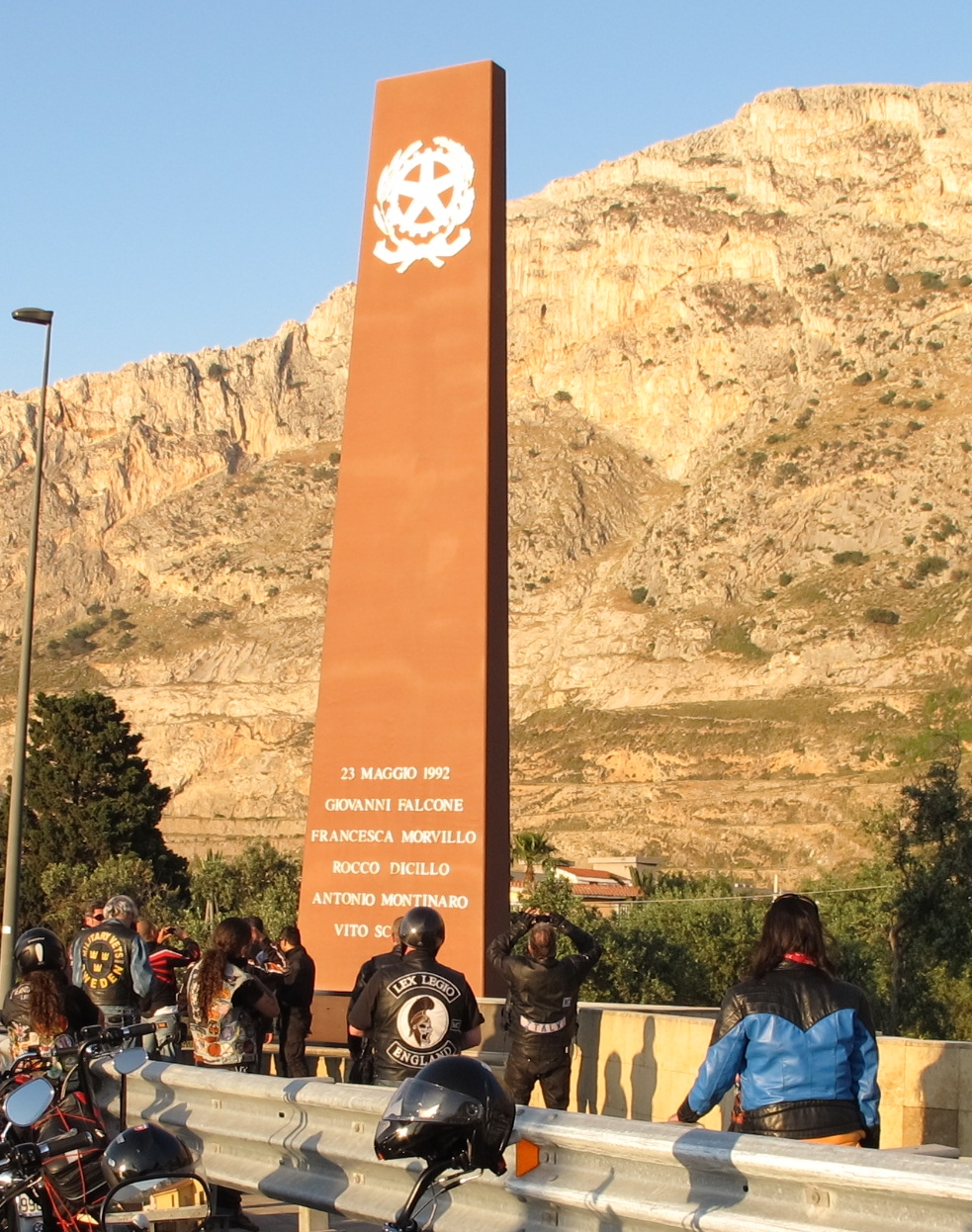
Das Denkmal zur Erinnerung an Giovanni Falcone, seine Frau und seine Eskorte in Capaci, an der Stelle, wo das Massaker stattfand.

Am 23. Mai 1992 verübte die sizilianische Mafia (Cosa Nostra) in der Nähe der Ausfahrt „Capaci“ einen Anschlag auf den Juristen Giovanni Falcone. Er, seine Frau sowie drei Leibwächter wurden dabei getötet.
Auf dem gesamten Stück der Autobahn ist keine Raststätte vorhanden. Darauf wird bereits kurz nach dem Anfang der Autobahn in Palermo auf einem Schild hingewiesen. Tankstellen, die schnell über eine Ausfahrt zu erreichen sind, sind jedoch ausgeschildert.